# Jean-Manuel Thétis
Jean-Manuel Thétis est un footballeur français, né le 5 novembre 1971 à Sarcelles (Val-d'Oise).

## Biographie
Il grandit dans le quartier des Doucettes à Garges les Gonesse (Val-d'Oise).
Grand espoir du football français, il débute chez les professionnels à l'âge de 17 ans, où il évolue comme défenseur au Racing Paris 1.
Il fait partie de l'équipe de France espoirs qui compose l'essentiel de l'équipe championne du Monde en 1998. Il est associé en défense centrale avec Lilian Thuram et dans cette équipe espoir on trouve également Zinédine Zidane, Christophe Dugarry, Claude Makélélé, Reynald Pedros, ou encore Nicolas Ouédec.

## Carrière
- 1985-1989 :  FCM Garges-lès-Gonesse
- 1989-1990 :  RC Paris
- 1990-1994 :  Montpellier HSC[1]
- 1994-1995 :  Olympique de Marseille[2],[3]
- 1995-1997 :  Montpellier HSC
- 1997-1998 :  FC Séville
- 1998-2001 :  Ipswich Town
- → 2000 :  Wolverhampton Wanderers (prêt)
- → 2001 :  Sheffield United (prêt)

## Palmarès

### En club
- Champion de France de Division 2 en 1995 avec l'Olympique de Marseille
- Finaliste de la Coupe de France en 1990 avec le Racing Paris 1 et en 1994 avec Montpellier

### EnÉquipe de France
- 22 sélections Espoirs